# 대니 고키
대니 고키(Danny Gokey, 1980년 4월 24일 ~ )는 미국의 가수로, 《아메리칸 아이돌 시즌 8》의 3위이다.